# 70679 Urzidil
70679 Urzidil este un asteroid din centura principală de asteroizi.

## Descriere
70679 Urzidil este un asteroid din centura principală de asteroizi. A fost descoperit pe 30 octombrie 1999 la Observatorul Kleť de Jana Tichá și Miloš Tichý. Asteroidul prezintă o orbită caracterizată de o semiaxă mare de 2,63 ua, o excentricitate de 0,22 și o înclinație de 4,8° în raport cu ecliptica.